# Arab bejza
Az arab bejza (Oryx leucoryx) az emlősök (Mammalia) osztályának párosujjú patások (Artiodactyla) rendjébe, ezen belül a tülkösszarvúak (Bovidae) családjába és a lóantilopformák (Hippotraginae) alcsaládjába tartozó faj.
Eredeti élőhelyéről (Irak, Szíria, Jordánia, Palesztina és az Arab-félsziget) az 1970-es évekre kipusztult. Azóta több sikeres visszatelepítési kísérlet történt.

## Előfordulása
Eredetileg az egész Arab-félszigeten előfordult Szíria és Irak magasságáig, de a 20. század elejére jelentősen visszaszorultak az állományai: csupán a szaúd-arábiai Nefúd-sivatagban és a Rab-el-Háli-ban, valamint az ezzel határos ománi területekre szorult vissza, két, egymástól 1000 kilométerre lévő területen. Az északi állományt az 1950-es években kiirtották, a déli pedig az 1960-as évekre Ománba szorult vissza, ahol feltehetően 1972-ben lőtték ki az utolsó vad bejzát.
Bár a vadonból kipusztult, a fogságban tartott állományokra építve lehetővé vált visszatelepítése eredeti élőhelyére. 1982-ben Ománban, 1990-ben és 1995-ben Szaúd-Arábiában két rezervátumban, 1997-től az izraeli Negev- és Arava-sivatagban, 2007-től az Egyesült Arab Emírségekben, 2009-től pedig Jordániában is visszatelepítési program indult. Szíriai, kuvaiti és iraki visszatelepítésre is születtek javaslatok. Bár Bahreinben és Katarban nem volt őshonos, e két országban is élnek betelepített állományai.

## Megjelenése
Az arab bejza szőrzete rokonaihoz hasonlóan alapvetően fehéres-krémszínű és barnás, de ezen belül szürkés és feketés árnyalatú is lehet. Testének nagy része világos színű, azonban a lábak barnák, hasonlóan a fej elülső részéhez és a szemektől az állkapocs aljáig lehúzódó sávhoz. A fejtől a vállakig húzódó, kicsi sörény világos színű, a hosszú bozontos farok vége pedig sötétebb. A borjak egységesen barnás színűek.
A nemek hasonlóak, bár a bikák némileg nagyobbak és erőteljesebb felépítésűek, és a nyakukon is van egy szőrpamacs. Az arab bejzák testhossza 150-235 centiméter, a marmagasságuk pedig a 0,9-1,4 méter körül mozog. A farok 45-90 centiméter hosszú. Testtömegük 100 és 150 kilogramm között van. Szarvuk egyenes, és hossza 60-150 centiméter közé esik. A nőstények szarvai általában vékonyabbak és hosszabbak a bikákéinál.

## Életmódja
Az arab bejzák eredetileg a sík pusztaságok, félsivatagok legelésző lakói, ahol még elegendő fűfélét és bokrot találnak maguk számára. A vizet különböző forrásokból, tavacskákból szerzik, de lédúsabb gyümölcsök, termések is szolgálhatnak számukra folyadékkal vízszűke esetén. Az arab bejzák a nap legmelegebb óráit egyébként is pihenéssel töltik a maguk kaparta árnyékos mélyedésekben.
Ez az antilopféle alapvetően társas lény, és vándorló életmódot folytat. A csordák átlagos létszáma 10 példány, azonban már megfigyeltek százas nagyságrendű csapatot is. Mivel az arab bejzák összlétszáma a vadonban csekély, csak feltételezhetjük, hogy a többi Oryx-nembe tartozó antilophoz hasonlóan és a fogságban tett megfigyelések alapján a nagyobb csordákat egy domináns bika vezeti, aki szigorú hierarchiát tart fenn. A kisebb csordák tehenekből és borjaikból állnak, vagy a fiatal bikák legénycsapatai. Az idősebb bikák territóriumot tartanak fenn, amelyet védelmeznek a betolakodóktól, és igyekeznek minél több tehenet odacsalogatni.
Bár természetes ellenségük kevés van, az arab bejzák nagyon óvatos állatok. Kiváló hallásuk és szaglásuk nem csak az ellenség észrevételében, hanem az esőzések és a friss legelők megtalálásában is nagy szerepet játszik. Ennek érdekében hatalmas távolságokat képesek megtenni.

## Szaporodása
Az arab bejzák szaporodása nem köthető évszakhoz, bár a megfigyelések szerint az ellések zöme október és május között történik. A tehenek kétéves korukra válnak ivaréretté. A vemhesség kb. 240 napig tart, és az egyetlen borjú mintegy 4,5 hónapig szopik. A többi antilophoz hasonlóan a kis arab bejza is hamarosan lábra tud állni, és képes követni anyját. Az elválasztást követően a fiatal bikák kiválnak a csordákból, a tehenek azonban anyjuk csapatával maradnak.

## Védettsége
Az arab bejzát korábban a helyiek és a nyugati sportvadászok intenzíven vadászták szép trófeájáért, erős bőréért, finom húsáért és az egyes testrészeinek tulajdonított gyógyhatásért. Az utolsó arab bejzákat 1972-ben ejtették el. Bár több ellenőrizetlen híradás is érkezett egészen 1979-ig szabad természetben élő antilopokról, a faj gyakorlatilag kipusztult eredeti élőhelyéről. Szerencsére az 1950-es évektől kezdve több arab kormány intézkedett fogságban kialakítandó bejzapopulációkról, és az Amerikai Egyesült Államokban is viszonylag sok arab bejza élt (1962-ben szállítottak át sok befogott egyedet ide). Ezek a példányok lettek a tenyészet alapjai, és az 1980-as évektől kezdődően több országban visszatelepítési programok indultak. A rezervátumokban többnyire növekszik a bejzák száma, kivéve Ománt, ahol az illegális kereskedelem és csempészet súlyos csapást mért az állományra, ami mára kizárólag hímekből áll, azaz már nem életképes populáció.
A nemzetközi erőfeszítéseknek köszönhetően ma a vadonban mintegy 1000 egyed él: kb. 600 Szaúd-Arábiában, kb. 200 Jordániában, kb. 100 Izraelben, valamint 50-50 Ománban és Jordániában. Emellett fogságban mintegy 6–7000 bejzát tartanak, többségüket szintén a Közel-Keleten. A csekély létszám ellenére szerencsére nem jelentkeztek genetikai torzulások a populációk génállományában. Az arab bejza továbbra is intenzív védelem alatt áll, és szerepel a Washingtoni egyezmény (CITES) I. függelékében.

## Képek

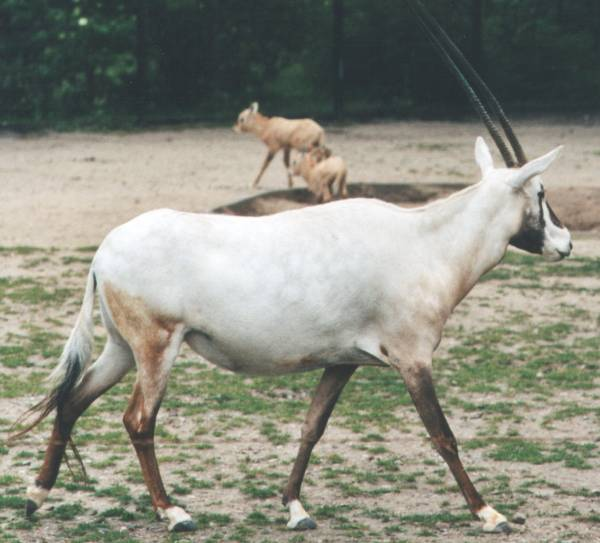
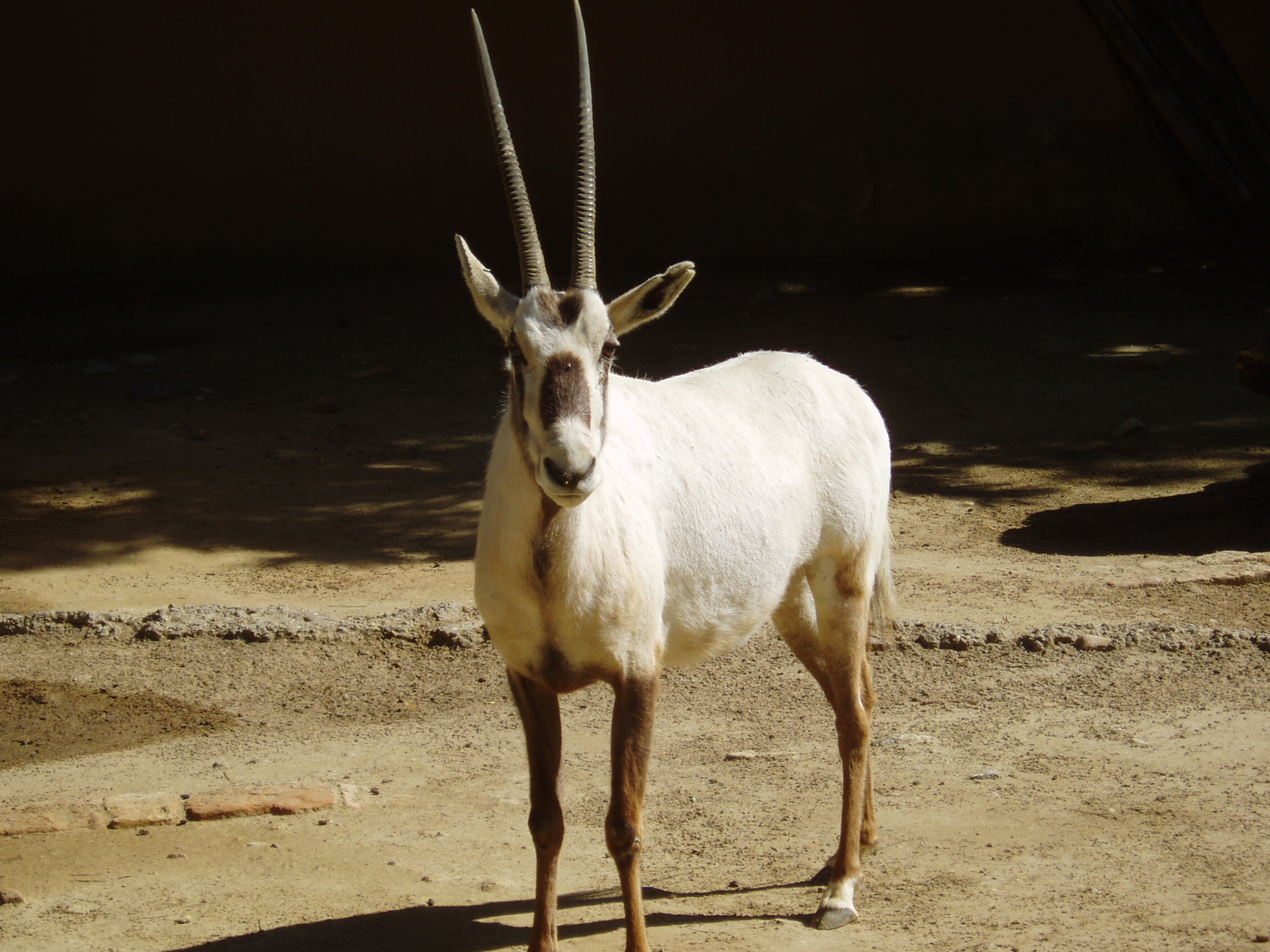